# Oleg
Oleg (pronunțat Olég; în rusă Олег), Oleh (în ucraineană Олег), sau Aleh (în belarusă Алег) este un prenume masculin slav. Cuvântul este derivat din limba nordică veche, de la Helgi (Helge), care înseamnă "sfânt", "sacru", sau "binecuvântat". Echivalentul feminin este Olga.

## Persoane numite Oleg
- Oleg din Novgorod, prinț vareg din secolele IX-X, lider la Rusiei Kievene
- Oleg de Briansk, prinț al Breanskului și Cernigovului, ridicat la rang de sfânt de Biserica Ortodoxă Rusă
- Oleg I din Reazan, prinț al Cnezatului Reazan
- Prințul Oleg Constantinovici al Rusiei
- Oleg Aleinik (n. 1989), fotbalist rus
- Oleg Andronic (n. 1989), fotbalist din Republica Moldova
- Oleg Anofriev (n. 1930), actor, regizor și poet rus
- Oleg Antonenko (n. 1971), hocheist bielorus
- Oleg Antonov (1906–1984), fondatorul Antonov ASTC
- Oleg Atkov (n. 1949), cosmonaut rus
- Oleg Babenco (n. 1968), politician, filozof, profesor și doctor în științe istorice din Republica Moldova. Deputat în Parlamentul Republicii Moldova, viceministru al Educației, rector al Universității Slavone din Moldova.
- Oleg Babenkov (n. 1985), fotbalist rus
- Oleg Baklanov (n. 1932), politician, savant și businessman sovietic
- Oleg Basilașvili (n. 1934), actor rus
- Oleg Beleakov (n. 1972), portar de fotbal
- Oleg Berdos (n. 1987), ciclist moldovean
- Oleg Berezin (n. 1987), fotbalist rus
- Oleg Bernov, muzician ruso-american, membru al formației rock Red Elvises
- Oleg Betin (n. 1950), guvernator al Regiunii Tambov, din Rusia
- Oleg Blohin (n. 1952), antrenor de fotbal ucrainean
- Oleg Bodrug (n. 1965), politician din Republica Moldova
- Oleg Bogaiev (n. 1970), dramaturg rus
- Oleg Bogomolov, guvernator al Regiunii Kurgan
- Oleg Bolhoveț (n. 1976), atlet rus
- Oleg Borisov (1929–1994), actor rus
- Oleg Brega (n. 1973), jurnalist, cineast și activist din Republica Moldova
- Oleg Budarghin (n. 1960), guvernator al Districtului Autonom Taimîr , din Rusia
- Oleg Burian (n. 1959), artist rus
- Oleg Bîkov (n. 1987), fotbalist rus
- Oleg Caetani (n. 1956),
- Oleg Cassini (1913–2006), designer
- Oleg Cepciugov (n. 1989), fotbalist rus
- Oleg Cernei, politician din Republica Moldova
- Oleg Cernîșov (n. 1986), fotbalist rus
- Oleg Cirkunov (n. 1958), guvernatorul Ținutului Perm, Rusia
- Oleg Cisteakov (n. 1976), fotbalist rus
- Oleg Clonin (n. 1988), fotbalist din Republica Moldova
- Oleg Crețul (n. 1975), judokan din Republica Moldova
- Oleg Dahl (1941–1981), actor sovietic
- Oleg Delov (n. 1963), antrenor și fost fotbalist rus
- Oleg Denișcik (n. 1969), atlet sovietic și bielorus
- Oleg Deripaska (n. 1968), oligarh rus
- Oleg Dineev (n. 1987), fotbalist rus
- Oleg Dmitrenko (n. 1984), fotbalist rus
- Oleg Dmitriev (n. 1973), fost fotbalist rus
- Oleg Dolmatov (n. 1948), antrenor și fost fotbalist rus
- Oleg Dudarin (n. 1945), antrenor și fost fotbalist rus
- Oleg Diomin (n. 1947), fost ambasador al Ucrainei în Rusia
- Oleg Efrim (n. 1975), jurist și politician din Republica Moldova
- Oleg Fistican (n. 1964), antrenor de fotbal și fost fotbalist din Republica Moldova
- Oleg Flentea (n. 1964), fost fotbalist din Republica Moldova
- Oleg Gordievski⁠(en)[traduceți] (1938–2025), fost colonel KGB, condamnat la moarte în contumacie după ce a lucrat în secret pentru Serviciile Secrete Britanice între 1974-1985
- Oleg Grabar (n. 1929), arheolog și istoric al artelor islamice
- Oleg Gudîmo (n. 1944), general de securitate și om politic din Transnistria
- Oleg Gusev (n. 1983), fotbalist ucrainean
- Oleg Hromțov (n. 1983), fotbalist din Republica Moldova
- Oleg D. Jefimenko (1922–2009), fizician și profesor emerit al West Virginia University
- Oleg Lobov (n. 1937), om politic rus, fost prim-ministru interimar
- Oleg A. Korolev (n. 1968), artist rus
- Oleg Kubarev (Aleh Kubareu; n. 1966), fost fotbalist sovietic bielorus (mijlocaș) și actual antrenor
- Oleg Mantorov (n. 1947), fost deputat moldovean în Parlamentul Republicii Moldova
- Oleg Molla (n. 1964), fotbalist din Republica Moldova
- Oleg Nejlik, cântăreț suedez
- Oleg Nikolaenko, programator rus
- Oleg Novaciuk, businessman kazah
- Oleg Onișcenco (n. 1976), om politic din Republica Moldova
- Oleg Penkovski (1919–1963), colonel sovietic
- Oleg Pogudin (n. 1968), actor și cântăreț rus
- Oleg Prokofiev (n. 1928), artist rus, fiul lui Serghei Prokofiev
- Oleg Protasov (n. 1964), fost fotbalist sovietic și actual antrenor de fotbal ucrainean
- Oleg Prudius (n. 1972), wrestler ucrainean, cunoscut ca Vladimir Kozlov
- Oleg Reidman (n. 1952), politician comunist moldovean, fost consilier prezidențial, deputat în Parlamentul Republicii Moldova
- Oleg Rîhlevici (n. 1974), înotător bielorus
- Oleg Salenko (n. 1969), fost fotbalist rus
- Oleg Serebrian (n. 1969), politolog, scriitor, diplomat și politician moldovean
- Oleg Sîrghi (n. 1987), halterofil moldovean, triplu campion european
- Oleg Smirnov (n. 1967), om politic din Transnistria, fiul fostului președinte al auto-proclamatei Republici Moldovenești Nistrene, Igor Smirnov
- Oleg Șișchin (n. 1975), fotbalist din Republica Moldova
- Oleg Șteinikov (n. 1985), înotător kazah
- Oleg Tiagnibok (n. 1968), politician ucrainean
- Oleg Tverdovski (n. 1976), hocheist ucraineano-rus
- Oleg Țulea (n. 1980), om politic din Republica Moldova, deputat în Parlamentul Republicii Moldova
- Oleg Velyky (1977–2010), handbalist german
- Oleh Verneaiev (n. 1993), gimnast ucrainean
- Oleg I din Cernigov, Oleg Sveatoslavici din Tmutarakan, prinț din secolele XI-XII
- Oleg III Sveatoslavici (Prinț de Cernigov) (c. 1147–1204)
- Oleg din Drelinia, conducătorul Dreliniei